# Halltown (Missouri)
Pour les articles homonymes, voir Halltown.
Halltown est un village du comté de Lawrence, dans le Missouri, aux États-Unis,. Situé à l'est du comté, il est fondé en 1887 et incorporé en 1972.

## Démographie
Lors du recensement de 2010, le village comptait une population de 173 habitants. Elle est également estimée, en 2016, à 173 habitants.

## Source de la traduction
- (en) Cet article est partiellement ou en totalité issu de l’article de Wikipédia en anglais intitulé « Halltown, Missouri » (voir la liste des auteurs).